# Gmina Sopje
Gmina Sopje (chorw. Općina Sopje) – gmina w Chorwacji, w żupanii virowiticko-podrawskiej. W 2011 roku liczyła 2320 mieszkańców.

## Miejscowości
Miejscowości wchodzące w skład gminy Sopje:
- Gornje Predrijevo
- Grabić
- Josipovo
- Kapinci
- Nova Šarovka
- Novaki
- Sopjanska Greda
- Sopje
- Španat
- Vaška
- Višnjica